# Jorge del Castillo
Jorge Alfonso Alejandro del Castillo Gálvez (Lima, 2 de julio de 1950) es un abogado y político peruano. Es uno de los actuales dirigente del Partido Aprista Peruano y fue congresista de la república por Lima durante cinco periodos no consecutivos, así como presidente del Consejo de Ministros del Perú en el segundo gobierno de Alan García, desde el 28 de julio del 2006 hasta el 10 de octubre del 2008. Fue también diputado en el disuelto periodo 1990-1992, alcalde de la ciudad de Lima en 1987 y alcalde del distrito de Barranco en 1984.

## Biografía
Nació en la ciudad de Lima, el 2 de julio de 1950. 
Realizó sus estudios primarios y secundarios en el colegio San Luis del distrito de Barranco. Ingresó a la Universidad Nacional Mayor de San Marcos en 1968, donde estudió Derecho y se graduó en 1974 como abogado. Es en esta universidad donde se convierte en militante de la Alianza Popular Revolucionaria Americana (Partido Aprista Peruano).
Entre 1993 y 1994, estudió una maestría en Derecho Constitucional en la Pontificia Universidad Católica del Perú. También tiene un diplomado en el Programa de Alta Dirección de la Universidad de Piura.
Está especializado en temas de gobernabilidad y procesos de consenso y concertación.

## Carrera política
Es militante del Partido Aprista Peruano y su primer cargo político fue como regidor del distrito de Barranco en 1981.
En las elecciones municipales de 1983, Del Castillo postuló como candidato a la alcaldía municipal del distrito de Barranco por el Partido Aprista Peruano y luego resultó elegido como alcalde para el periodo 1984-1986.
De 1985 a 1986 se desempeñó como prefecto del departamento de Lima.

### Alcalde de Lima
Para las elecciones municipales de 1986, el Partido Aprista decide lanzar a Del Castillo como su candidato a la alcaldía de la Municipalidad de Lima compitiendo con el histórico Alfonso Barrantes de Izquierda Unida. Durante la campaña electoral, tuvo el apoyo del expresidente Alan García en su primer gobierno, y reconocimiento por su labor como alcalde del distrito de Barranco. Del Castillo logró ser elegido como el nuevo alcalde de Lima para el periodo municipal 1987-1989 con el 37.562% de los votos.
Durante su gestión como alcalde, se creó el corredor víal de la Av. Brasil y también en la Av. Alfonso Ugarte. También destacan la construcción de la carreta Ramiro Prialé, que une los distritos de San Juan de Lurigancho y Ate, además de la Av. Tomás Marsano.

### Diputado por Lima
Para las elecciones parlamentarias de 1990, postuló a la Cámara de Diputados en representación de Lima Metropolitana y fue elegido con 36,104 votos para el periodo parlamentario 1990-1995. Sin embargo, su cargo en el parlamento fue interrumpido el 5 de abril de 1992 tras el golpe de Estado decretado por el expresidente Alberto Fujimori. Durante el golpe, Del Castillo se encontraba en la casa del expresidente Alan García, donde ambos se resistieron a salir. Fue atacado por los militares y secuestrado junto a otros miembros apristas en el Cuartel Alfonso Ugarte de la División Aerotransportada, en Las Palmas, donde estuvo confinado una semana.
Luego del golpe, Del Castillo se retiró por un tiempo de la política y se mostró en contra del gobierno fujimorista.

### Congresista de la República
En las elecciones parlamentarias de 1995, Del Castillo volvió a la política y postuló nuevamente al Congreso de la República por el Partido Aprista Peruano. Resultó elegido con 36,024 votos para el periodo parlamentario 1995-2000.
Durante su labor en el legislativo, fue unos de los más fuertes opositores al régimen de Alberto Fujimori, donde se mostró en contra de su reelección y de la destitución a los magistrados del Tribunal Constitucional. También abogó por el caso de tortura a Leonor La Rosa.
Para las elecciones generales del 2000, fue candidato a la primera vicepresidencia en la plancha presidencial del exministro Abel Salinas Izaguirre por el APRA y también a la reelección en el parlamento, sin embargo, la candidatura presidencial no tuvo éxito y quedó en el 4.º lugar de las preferencias tras el fraude electoral a favor de Alberto Fujimori.
Del Castillo solo logró ser reelegido con 41,834 votos para el periodo 2000-2005. Protestó durante la tercera juramentación de Fujimori y luego se retiró junto a los demás congresistas de la oposición para participar en la “Marcha de los Cuatro Suyos” encabezada por Alejandro Toledo.
En noviembre del mismo año, ante la publicación de los Vladivideos y la renuncia de Alberto Fujimori a la presidencia de la república mediante un fax, su cargo parlamentario parlamentario fue reducido hasta julio del 2001 donde se convocaron a nuevas elecciones generales. Del Castillo votó a favor de la vacancia presidencial de Alberto Fujimori y apoyó el gobierno de transición encabezada por el histórico Valentín Paniagua.
Fue incluido como candidato a la segunda vicepresidencia en la plancha presidencial de Alan García por el Partido Aprista. Sin embargo, la candidatura quedó en el 2.º lugar de las preferencias tras el triunfo de Alejandro Toledo en dichas elecciones. Del Castillo logró ser reelegido por segunda vez para el periodo 2001-2006.
Durante su labor en el Congreso, fue elegido como segundo vicepresidente de la Mesa Directiva presidida por Carlos Ferrero Costa desde julio del 2001 hasta julio del 2002. También desempeñó como presidente de la Subcomisión de Reforma Constitucional del Régimen Económico (2001-2002), presidente del Grupo de Trabajo de la Ley de Partidos Políticos (2002- 2003) y presidente de la Comisión Especial Pro Inversión del Congreso de la República en las legislaturas 2004-2005 y 2005-2006. Fue reelegido en las elecciones parlamentarias del 2006 con 81,196 votos.

## Presidente del Consejo de Ministros
El 27 de julio del 2006, Del Castillo ya era anunciado por el expresidente Alan García como su primer ministro. Al día siguiente, Del Castillo juramentó como el primer presidente del Consejo de Ministros, con la totalidad de su gabinete ministerial, del segundo gobierno aprista.
En su primer acto oficial como primer ministro, se reunió con la Confederación General de Trabajadores del Perú (CGTP) el 31 de julio del mismo año.
El 24 de agosto, Del Castillo se presentó ante el Congreso de la República para solicitar el voto de confianza y exponer las propuestas del gabinete ministerial. Finalmente, la confianza fue aprobada por 75 votos a favor, 18 en contra y 23 abstenciones.

### Crisis y renuncia
El 5 de octubre del 2008, el programa dominical Cuarto Poder difundió a nivel nacional las grabaciones de audio donde se escucha a Alberto Quimper, miembro del directorio de PetroPerú, y al exministro Rómulo León Alegría, discutiendo secretamente sobre pagos mensuales de $10.000. En unos de los Petroaudios, se menciona a Del Castillo y se le apoda como el Tío George. Tras el escándalo, Del Castillo negó cualquier vínculo con el caso y desde el parlamento, congresistas de la oposición planteaban una censura en su contra.
El 9 de octubre, Del Castillo y el gabinete ministerial acudieron al Congreso de la República e ingresaron al hemiciclo de sesiones para explicar al Pleno los actos de corrupción sobre la adjudicación de cinco lotes petroleros. Después de su ingreso, la oposición abandonó el hemiciclo y el presidente del Congreso suspendió la sesión. Luego, apareció otro audio donde se implicaba a Del Castillo y al exministro Juan Valdivia Romero. Tras esto, todos los integrantes del gabinete ministerial pusieron sus cargos a disposición del presidente Alan García para luego aceptar la renuncia de todo el gabinete ministerial encabezado por Del Castillo.
Fue reemplazado luego por Yehude Simon el 10 de octubre del 2008.
Para las elecciones generales del 2011, Del Castillo anunció su cuarta reelección al Congreso de la República por el Partido Aprista Peruano y durante la campaña presidencial tuvo cuestionamientos acerca de su confrontación con la entonces candidata presidencial, Mercedes Aráoz. Finalmente, Aráoz terminó por declinar a su candidatura y Del Castillo no tuvo éxito en su reelección.

## Regreso a la política
En las elecciones parlamentarias del 2016, Del Castillo volvió a la política y postuló nuevamente al Congreso de la República por la Alianza Popular (coalición entre el Partido Aprista Peruano, el Partido Popular Cristiano y Vamos Perú). Logró ser elegido, con 57,933 votos, para el periodo parlamentario 2016-2021.
En el parlamento ejerció como presidente de la Comisión de Defensa. Fue cuestionado tras haberse descubierto el cobre irregular de su asesora parlamentaria.
El 30 de septiembre del 2019, su cargo legislativo fue interrumpido nuevamente tras la disolución del Congreso decretada por el expresidente Martín Vizcarra. Tras esto, Del Castillo se declaró en contra del gobierno de Vizcarra.
Laboró luego como conductor del programa “Diálogo & Soluciones” transmitido por UCI Noticias, medio digital cuyo gerente es su hijo Miguel del Castillo.
Durante las elecciones generales del 2021, Del Castillo mostró su apoyo a la candidatura de Keiko Fujimori de Fuerza Popular contra la candidatura de Pedro Castillo de Perú Libre. Esto fue polémica debido a que Del Castillo fue unos de los principales opositores al gobierno dictatorial de Alberto Fujimori. Además, Del Castillo participó en las protestas anticomunistas de Reacciona Perú, en las que profirió insultos contra los agentes de policía que intervinieron en las manifestaciones.
El 5 de diciembre del 2023, Del Castillo fue presentado por Patricia Benavides, fiscal de la nación acusada de liderar una organización criminal dentro del Ministerio Público, como su abogado ante la Comisión de Fiscalización del Congreso de la República del Perú. Su nombramiento generó polémicas debido a que Del Castillo es investigado en el Ministerio Público por el Caso Odebrecht, donde se le acusa del delito de lavado de activos por haber recibido 200 mil dólares de Jorge Barata a través del exministro Luis Alva Castro para la campaña de las elecciones generales del año 2006.

## Dirigente del APRA
Del Castillo es dirigente del Partido Aprista Peruano. En 1999 fue designado como secretario general, cargo en el que fue ratificado en 2004, debiendo renunciar en 2006, cuando pasó a presidir el gabinete ministerial del segundo gobierno de Alan García. Fue Del Castillo quien representó al APRA en el Acuerdo Nacional y en la Organización de los Estados Americanos. Más aún fue el encargado de coordinar el debate presidencial del 2006 entre su líder Alan García y el candidato Ollanta Humala.
Entre 2010 y 2014 ejerció nuevamente la Secretaría General de su partido.

## Cargos partidarios
- Secretario general del Comité Ejecutivo Distrital 13 del Partido Aprista Peruano de Barranco (1982)
- Personero Nacional Legal del Partido Aprista Peruano (1985)
- Presidente de la Comisión Nacional de Política del Partido Aprista Peruano (1993-1995)
- Secretario general político del Partido Aprista Peruano (1999-2004)
- Secretario general político del Partido Aprista Peruano (2004-2006)
- Vicepresidente de la Conferencia Permanente de Partidos Políticos para América Latina y El Caribe (1999-)
- Representante del Partido Aprista Peruano ante la Mesa de Diálogo de la Organización de los Estados Americanos (2000-2001)
- Candidato a la Primera Vicepresidencia Constitucional de la República del Perú por el Partido Aprista Peruano (2000)
- Candidato a la Segunda Vicepresidencia Constitucional de la República del Perú por el Partido Aprista Peruano (2001)
- Secretario general político del Partido Aprista Peruano (2010-2014)[32]

## Cargos públicos desempeñados
- Regidor del Concejo Distrital de Barranco (1981-1984)
- Alcalde Distrital de Barranco (1984-1987)
- Prefecto Departamental de Lima (1985-1986)
- Alcalde Metropolitano de Lima (1987-1989)
- Presidente de la Asociación de Municipalidades del Perú (1987-1989)
- Presidente de la Unión de Ciudades Capitales Iberoamericanas (UCCI)
- Diputado de la República del Perú (1990-1992)
- Congresista de la República del Perú (1995-2000)
- Congresista de la República del Perú (2000-2001)
- Congresista de la República del Perú (2001-2006)
- Segundo Vicepresidente del Congreso de la República del Perú (2001-2002)
- Congresista de la República del Perú (2006-2011)
- Presidente del Consejo de Ministros del Perú (2006-2008)
- Congresista de la República del Perú (2016-2019)